# ODS
操作型数据存储是一種資料架構或資料庫設計的概念，为企业提供即时的，操作型数据的集合。出現原因是來自於當需要整合來自多個系統的資料，結果又要給一或多個系統使用時。
整合來自多個系統的資料，應先建立資料模型（data model）。由於ODS並不屬於特定的系統，因此其資料模型的設計應為主題導向式（subject-oriented），實作方法與資料倉儲無異。ODS数据集成用于最低粒度的、一天内发生频率最高的实时的或者近乎实时的查询应用。通常ODS不会被设计成用来做历史数据分析或者趋势分析工作，那是数据仓库的功能。ODS通常会被用来当做数据仓库的数据来源。ODS保存的数据窗口较小，即时间跨度不大，抽取数据的频率可以是几分钟、几小时；数据仓库保存的几乎是一个公司的所有历史数据。為求快速建置以及呈現來源系統資料，實務上常見許多企業採取的做法是直接將來源系統的資料以類似複製的方式至來源系統以外的資料庫，將它視為來源資料的複本，而沒有進行真正的資料整合。
資料給多個系統使用的方法，包括可以將其包裝成面向服务的体系结构（SOA）的「服務」、進行分析或報表、也可以再將資料透過ETL的方式傳送至其他系統。
相較於資料倉儲，ODS較偏向作業（operational）面的用途，通常資料有較頻繁的更新以及較短的歷史，用于实时或者接近实时地产生操作报告。但這主要是概念上的差異，實際建置時可以建立在同一平台上，由一份資料從事兩種性質的服務。
目前資料倉儲廠商提出了active data warehouse概念，基本上與ODS概念極為接近，亦即資料倉儲廠商認為在其解決方案中除資料倉儲外也包含ODS功能。